# Isla Mayor (Región de Murcia)
Die Isla Mayor oder Isla del Barón (dt.: Große Insel; Insel des Barons) ist eine spanische Insel und ein Vulkankegel der Volcanes del Campo de Cartagena inmitten des Mar Menor, auf dem Gebiet der Gemeinde San Javier in der Región de Murcia. Sie ist mit 93,8 ha die größte Insel im Mar Menor.

## Geographie
Die Insel liegt Mitten im Mar Menor, zwischen der Isla Perdiguera und der La Manga. Sie entstand aus einem kleinen Schichtvulkan und besteht aus einem stark erodierten Krater, dessen Spitze dennoch deutlich auszumachen ist. Daneben gibt es noch drei weitere kleine Vulkankegel auf der in etwa eirunden Insel. Im Norden ist sie stärker abgeflacht, während im Süden die Landschaft durch den Vulkanismus stärker geformt ist und mehrere Krater aufweist, die teilweise im Wasser versunken sind. In diesem Gebiet befindet sich auch die Jagdlodge (la casa del barón) mit historischem Turm.
Die Insel erreicht eine Höhe von 104 m über dem Meer.

## Geschichte
Die Insel war Teil der Königlichen Spanischen Jagdreservate. Im Jahre 1870 schenkte sie der König Amadeus I. seinem Freund Baron von Benifayó als Rückzugsort für ihn und dessen Geliebte, eine russische Prinzessin. Die Insel ist bis heute in Privatbesitz.
Der Baron ließ eine Jagdlodge in Neomudéjar-Stil errichten.

## Natur
Die Insel trägt einen einzigartigen Hain von Zwergpalmen (palmitos) und beherbergt eine zahl- und artenreiche Vogelpopulation.
1986 wurde eine kleine Gruppe Mähnenspringer (Ammotragus lervia, arruis/muflones del Atlas) ausgesetzt, was zu einem Prozess mit der Umweltschutzbehörde Consejería de Medio Ambiente de la Región de Murcia führte.
Mittlerweile ist die Insel geschützt als einer der Espacios abiertos e islas del Mar Menor unter Naturpark-Kategorien und der Vogelschutzrichtlinie (ZEPA).